# 哈特福德 (阿拉巴马州)
哈特福德（英文：Hartford），是美国阿拉巴马州下属的一座城市。面积约为6.24平方英里（约合16.15平方公里）。根据2010年美国人口普查，该市有人口2,624人，人口密度为420.72/平方英里（约合162.48/平方公里）。